# 17163 Vasifedoseev
Vasifedoseev (asteroide 17163) é um asteroide da cintura principal, a 2,6715484 UA. Possui uma excentricidade de 0,0802187 e um período orbital de 1 808,04 dias (4,95 anos).
Vasifedoseev tem uma velocidade orbital média de 17,47646194 km/s e uma inclinação de 1,32683º.
Este asteroide foi descoberto em 9 de Junho de 1999 por LINEAR.